# Сянь-цзун (император Западного Ся)
Сянь-цзун (кит. упр. 獻宗, пиньинь Xiànzōng) (1181—1226), личное имя Ли Дэван (кит. упр. 李德旺, пиньинь Lǐ Dewang) — девятый император тангутского государства Западное Ся в 1223—1226 годах.
Сянь-цзун унаследовал слабую державу, так как его предшественники Сян-цзун и Шэнь-цзун, чьи безрассудные нападения на Цзинь и попытки заключить союз с монголами истощили экономику. Сянь-цзун изменил политику своих предшественников и решил сражаться против монголов вместо того, чтобы объединяться с ними. Для этого он решил вступить в союз с империей Цзинь. Однако армии Западного Ся были истощены долгими, непрерывными и дорогостоящими войнами против Цзинь и не смогли отразить нападения монголов. Цзинь тоже подвергалась постоянным нападениям со стороны монголов и не смогла помочь Западному Ся. Сянь-цзун умер в от болезни в 1226 году, в возрасте 46 лет.